# Милан Томић (народни херој)
Милан Томић Слободан (Церник, код Нове Градишке, 3. фебруар 1921 — Руче, код Сиска, крајем 1944), учесник Народноослободилачке борбе и народни херој Југославије.

## Биографија
Рођен је 3. фебруара 1921. године у Цернику код Нове Градишке. Основну школу завршио је у Цернику, а ниже разреде гимназије у Новој Градишки. Од 1935. године, у гимназији је постао активан у СКОЈ-у, али још није постао члан. Школске године 1938/'39, Томић је и формално примљен за члана СКОЈ-а. Због тога је био матлретиран од стране професора и директора гимназије, који су знали за постојање скојевске организације и његово деловање у њој.
У часу окупације Југославије 1941, скојевска организација у Новој Градишки имала је 65 чланова, од којих је већи део ухапшен након формирања НДХ. Организација је већ у мају била реорганизована. Томић је у јулу 1941. постао члан котарског скојевског руководства. На јесен 1941. године, уписао се на Правни факултет у Загребу као ванредни студент и наставио с илегалним радом у Новој Градишки.
У лето 1941, Душан Чалић, један од организатора устанка у Славонији, поверио му је задатак да у Загреб однесе његов извештај за Централни комитет Комунистичке партије Хрватске. Стигавши у Загреб, упао је у заседу. На полицији је био мучен, али ништа није признао. У недостатку доказа, ускоро је био пуштен, после тога доставио извештај и вратио се у Нову Градишку. Због успешно извршеног задатка, био је примљен за члана Комунистичке партије Југославије и постао члан Котарског комитета КПХ за Нову Градишку.
Дана 24. децембра 1941. године, ухапсили су га усташе у Новој Градишки. У затвору је био подвргаван мучењу, али је истовремено планирао бег. У ноћи 14. априла 1942. године, разоружао је затворску стражу, отворио ћелије и, заједно са седамнаест затвореника, пребегао на слободну територију. После тога је добио надимак Слободан.
Био је политички комесар Осамнаесте славонске бригаде, члан Окружног комитета КПХ за Нову Градишку, партијски руководилац Осамнаесте славонске бригаде и већник ЗАВНОХ-а.
Погинуо је као мајор НОВЈ крајем 1944. године у селу Руче недалеко од Сиска.
Указом Президијума Народне скупштине Федеративне Народне Републике Југославије, 20. децембра 1951. године, проглашен је за народног хероја.